# 林梓镇
林梓镇是中华人民共和国江苏省南通市如皋市一个已撤销的镇。
2013年3月18日，江苏省人民政府批复同意撤销林梓镇，将其所辖行政区域划归白蒲镇。